# Postalveolar konsonant
En postalveolar fon uttalas genom att tungspetsen ligger nära tandvallen, det vill säga området mellan tandköttet och gommen. I praktiken grupperas de icke-frikativa postalveolara konsonanterna för det mesta med de dentala och de alveolara, då dessa låter nästan identiskt.

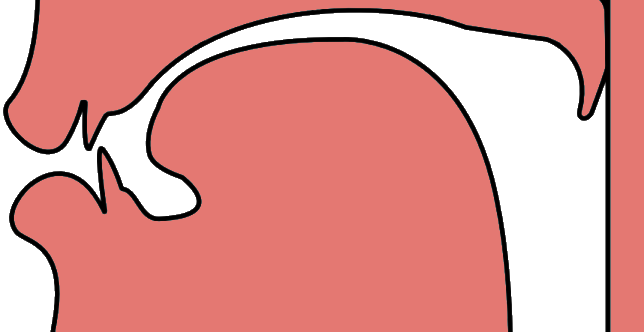
Postalveolar frikativa

I svenskan finns en postalveolar konsonant:
- en frikativ: tonlös [ʃ] (uttalsvariant av sje-ljudet).